# Нахмиева къща
Намхиевата къща“ (на гръцки: Μέγαρο Ναχμία) е историческа постройка в град Солун, Гърция.

## Местоположение
Сградата е разположена на улица „Йоанис Цимискис“ № 13, до „Гатенио-Флорентин“.

## История
Построена е през 1925 година на парцел 127/3 от пожарната зона от инженера Жозеф Плебер в сътрудничество с Ели Хасид Фернандес за семейство Нахмия, търговци на мебели. Сградата е обновена и от 2020 година в нея се помещава хотел „Калърс Ърбън“.

## Архитектура
Сградата се състои от сутерен, партерен етаж с три магазина и мансарди, както и четири етажа. Като особености трябва да се отбележи липсата на прегради на етажите му, тъй като е проектиран да приюти мебелна изложба.
На фасадата на сградата на улица „Йоанис Цимискис“ и на всеки от етажите се отварят в редица по четиринадесет френски балконски врати, с диференциран парапет на първия етаж. На последния етаж има достъпен балкон, а отворите са организирани в седем панела със сводести прегради. Така е оформена и фасадата на сградата към улица „Агиос Минас“. През 1933 година архитектът Георгиос Манусос подава заявление за преразглеждане на първоначалното разрешение поради смяна на позицията в стълбището на сградата. Сградата е образец на еклектика, тъй като съчетава неокласически елементи като декоративната лента с меандри под корниза с рококо при парапетите. Интересен елемент от архитектурната композиция е декоративното разделяне на фасадата с фалшиви пиластри, които определят големи отвори и придават прозрачност на сградата. „Нахмия“ и Стоа „Карипис“ са двете сгради, при които са приложени принципите на индустриалния дизайн, въпреки че не са промишлени сгради.